# Katastrofa kolejowa pod Wrocławiem (1977)
Katastrofa kolejowa pod Wrocławiem – zdarzenie, do którego doszło 9 lipca 1977 roku tuż przed godziną 8.00, na szlaku kolejowym pomiędzy stacjami Wrocław Psie Pole a odległą o 6 kilometrów stacją Długołęka. W wyniku zderzenia lokomotywy spalinowej, która z obsługą uciekła na szlak, z pociągiem pospiesznym „Praha Express” relacji Praga – Moskwa Biełorusskaja (Pociąg Przyjaźni) według oficjalnych danych zginęło 11 osób, a 15 odniosło obrażenia; spekuluje się, że rannych mogło być do 40 osób.

## Katastrofa

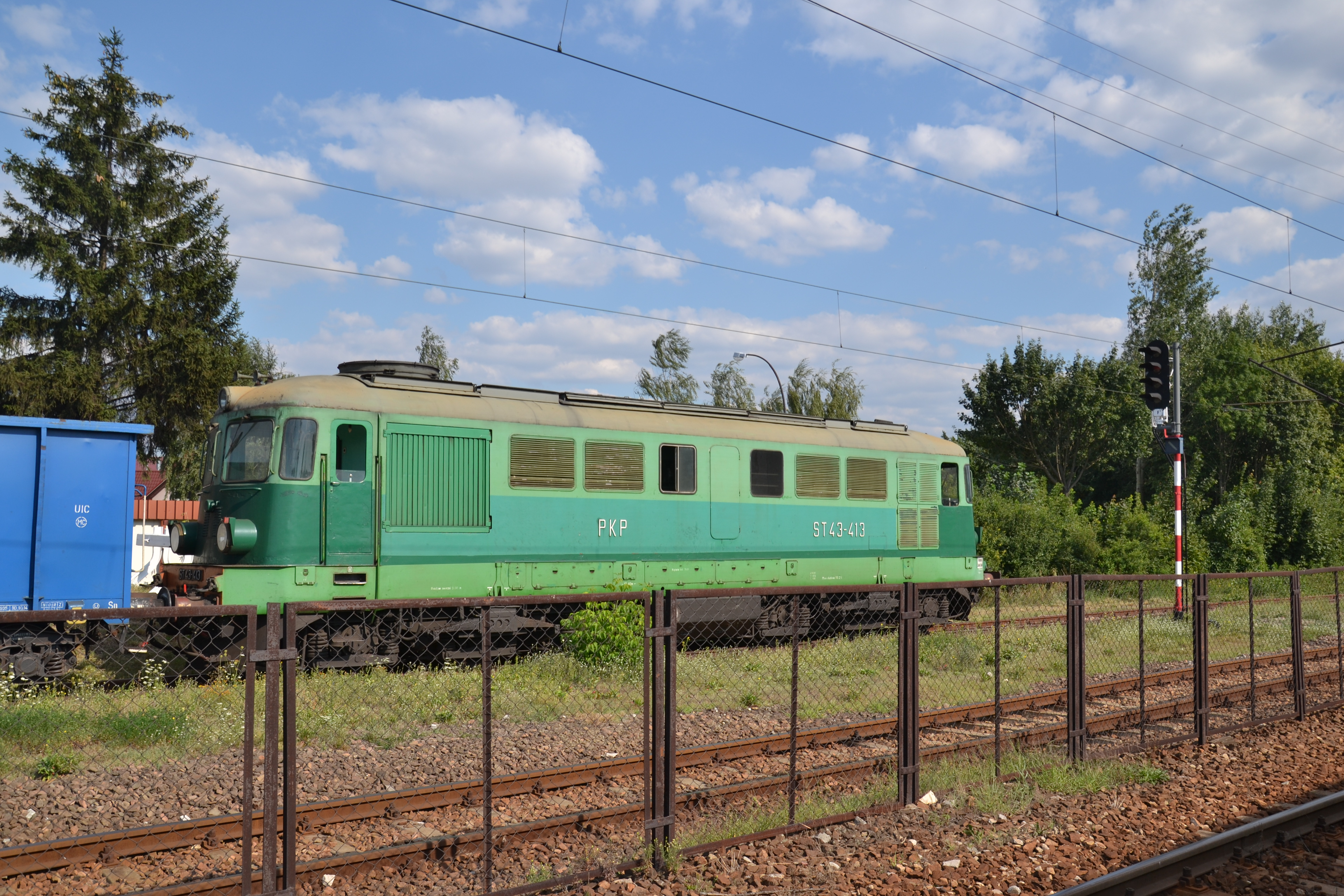
Lokomotywa ST43

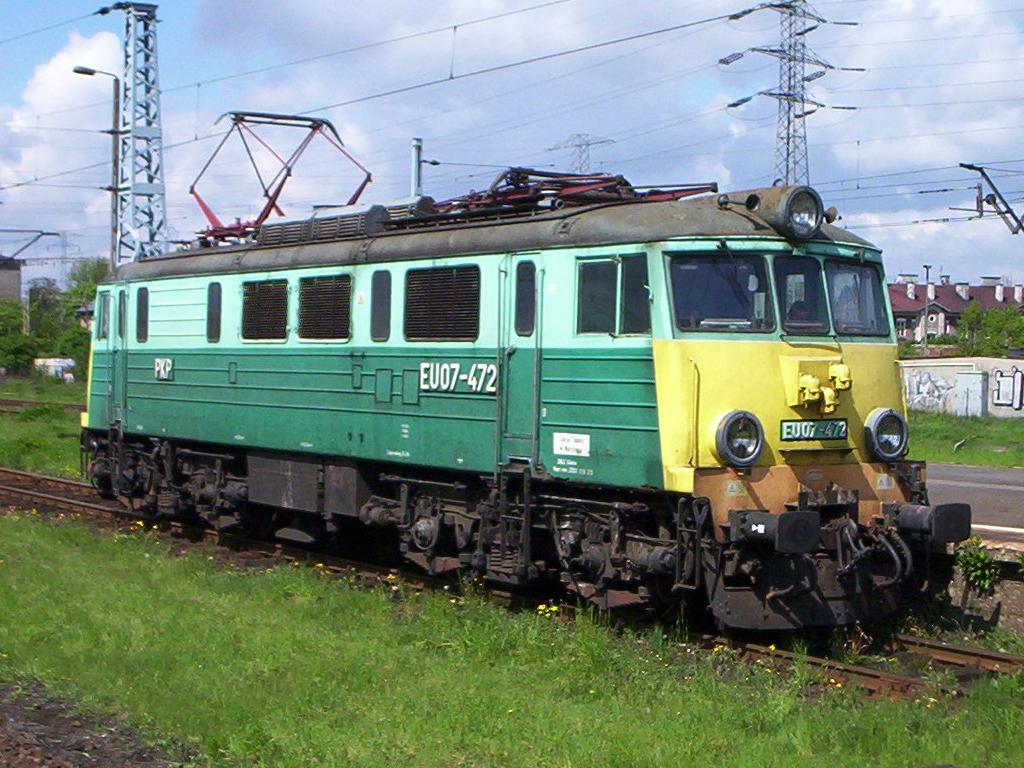
Lokomotywa EU07

Pociąg „Praha Express” złożony z elektrycznej lokomotywy EU07-115, wagonu sypialnego Warsu i sześciu rosyjskich wagonów sypialnych jechał z Pragi do Moskwy. W elektrowozie oprócz maszynisty znajdowało się również dziecko – prowadzący pociąg pośpieszny Hieronim Stellmach zabrał tego dnia na trasę swojego syna, który obchodził jedenaste urodziny. Tymczasem w Długołęce maszynista samotnej lokomotywy spalinowej ST43-268 dostał polecenie zmiany toru, aby przepuścić pociąg pośpieszny. Z niewiadomych powodów prowadzący lokomotywę zignorował polecenie, co więcej, wjechał na ten sam szlak, po którym w przeciwnym kierunku jechał skład z Wrocławia. Pracownicy stacji kolejowej w Długołęce, widząc niepodporządkowanie się maszynisty lokomotywy do poleceń, dawali chorągiewkami i trąbkami znaki „stój”, również zignorowane przez maszynistę. Lokomotywa minęła rozjazd, a następnie przyśpieszyła do 80 km/h (mimo że powinna jechać z prędkością 40 km/h). Dyżurny ruchu zawiadomił stację Psie Pole z poleceniem zatrzymania Praha Express, ten jednak minął stację kilka sekund wcześniej. Gdy doszło do zderzenia, prędkość pociągu pospiesznego wynosiła 100 km/h.
W momencie katastrofy lokomotywa spalinowa ST43-268 została wyrzucona z torów na odległość czterdziestu metrów, bez wózków, po czym eksplodowała na pobliskiej łące. W katastrofie doszczętnie zniszczona została także elektryczna lokomotywa EU07-115 z wrocławskiej lokomotywowni oraz znajdujący się za nią wagon sypialny Warsu, który według oceny świadków zdarzenia i materiałów filmowych został całkowicie zniszczony. Siedem wagonów wykoleiło się, wiele doznało bardzo poważnych uszkodzeń. Mocne wagony radzieckie w składzie pozostały na torach (także ze względu na ostatnie miejsca w składzie). Na miejscu katastrofy oprócz służb ratowniczych pojawili się pracownicy Służby Bezpieczeństwa, którzy szczelnym kordonem otoczyli wagony radzieckie. Poszkodowanych obywateli radzieckich zabierały helikoptery Armii Czerwonej i wywoziły je w nieznane miejsce, co utrudniło oszacowanie strat. Rodzinom wydano zwłoki bezpośrednio przed pogrzebami.

To był szok. Tam nie było nic. To było zmiażdżenie, szczątki ludzkie były zawinięte na silniku. To jest nie do opisania. Zwłoki porozrzucane, jęki...

tak wspomina katastrofę Wojciech Kukiełka, który był na miejscu zdarzenia w charakterze obsługi medycznej.

## Przyczyny
Lokomotywa z ekspresem zderzyła się czołowo, a przyczyna ucieczki lokomotywy z wyznaczonego toru jest do dziś niewyjaśniona. Nie wiadomo, dlaczego maszyniści samotnej lokomotywy ST43 nie podporządkowali się nakazom nastawniczych nastawni dysponującej na stacji w Długołęce i ignorując znaki ostrzegawcze dyżurnych ruchu, wyruszyli samowolnie na szlak. Rozważano różne przyczyny zderzenia, w tym sabotaż (z uwagi na obecność obywateli Związku Radzieckiego), jak również próbę samobójstwa maszynisty lokomotywy spalinowej. Prokuratura wojewódzka badająca sprawę 31 grudnia 1977 roku umorzyła śledztwo wobec niestwierdzenia przestępstwa. Według niektórych źródeł istnieją podejrzenia, że spalinowóz dostał na stacji Długołęka sygnał zastępczy. Według spekulacji Radia Wolna Europa katastrofę mogli spowodować sami kolejarze, niezadowoleni z podwyżek cen.
Oprócz prokuratury sprawę badała specjalnie powołana komisja, na czele której stanął sam ówczesny minister komunikacji Tadeusz Bejm. Komisja ustaliła, że winnymi spowodowania katastrofy są Grzegorz Zastrożny i Andrzej Trela, maszyniści spalinowozu ST43-268, którzy zignorowali sygnały dyżurnego ruchu i samowolnie zmienili tor przejazdu.

## Ofiary
1. Bernadetta Bola – Długołęka
2. Krystyna Bola – Długołęka
3. Maria Bola – Długołęka
4. Kazimierz Bukowski – konduktor wagonu sypialnego „Wars”
5. Wacław Niżyński – podróżny
6. Wanda Oleksiak – kierownik pociągu
7. Eugenia Pykacz – konduktor rewizyjny
8. Hieronim Stellmach – maszynista EU07–115
9. Jacek Stellmach – Wrocław (syn maszynisty – 11 lat)
10. Andrzej Trela – maszynista ST43–268
11. Grzegorz Zastrożny – maszynista ST43–268[3]